# Batman: Ano Zero (DC Comics)
"Ano Zero" (Batman: Zero Year, no original em inglês) é um crossover de quadrinhos publicado nos EUA pela DC Comics que começou em junho de 2013 e terminou em julho de 2014, focado no super-herói Batman. A série é escrita por Scott Snyder e James Tynion IV com arte de Greg Capullo, Danny Miki e Rafael Albuquerque.
A história é destinada a reimaginar a origem do Batman em Os Novos 52, sendo uma nova história sem ligação a outras interpretações como Batman: Ano Um. A história, no entanto, incorpora vários elementos de "Batman: Ano Um", como a longa ausência de Bruce Wayne de Gotham City e suas primeiras tentativas de vigilantismo.
Inicialmente foi idealizada para ser uma história do título de Batman, até que em novembro de 2013, foi anunciado que diversos títulos também se ligariam diretamente as histórias do crossover "Ano Zero". Escritores de vários títulos de Os Novos 52 foram incumbidos de escrever um tie-in para o crossover, conectando-se a Gotham City e ao primeiro encontro com Batman.
Snyder anunciou em dezembro de 2013 que a edição 28 não faria parte do evento, pois notou que estava "muito apertado" e não teria tempo necessário para Capullo desenhar as novas cenas. Assim, a história original da edição 28 foi mudada para a edição 29, sendo a edição 28 um preview das futuras histórias em Batman e da semanal, Batman Eterno. A edição 28 foi escrita por Snyder e Tynion, com artes de Dustin Nguyen e Derek Fridolfs.
No Brasil, a saga foi lançada integralmente pela Editora Panini Comics entre março de 2014 e maio de 2015.

## Sinopse

### "Cidade Secreta"
A história começa com Gotham City sendo destruída por uma inundação, e Batman que tinha sido declarado morto. O primeiro arco do evento, intitulado "Cidade Secreta (Secret City)", tem seus eventos cinco meses antes da inundação, e começa com o retorno de Bruce Wayne para Gotham City, depois de um longo tempo longe e por ter sido declarado morto. Ele usa um disfarce e luta contra o Capuz Vermelho Um, e descobre que tem muito a aprender se quiser lutar contra a nova geração de criminosos fantasiados que assolam Gotham. Bruce reúne-se com seu tio materno, Philip Kane (Tio Philip), mas se recusa a assumir o controle das Indústrias Wayne. Em um flashback, o pai de Bruce mostra-lhe uma esfera preta (um mapeador visual) criada para mostrar um mapa tridimensional do interior de qualquer local. Edward Nygma, estrategista de Philip, sugere que Philip mate seu sobrinho, Bruce Wayne. Depois que Philip recusa, Edward contrata a Gangue do Capuz Vermelho para assassinar Bruce. Disfarçado mais uma vez, Bruce resgata Oswald Cobblepot do Capuz Vermelho Um e leva uma amostra de sangue do líder da quadrilha, mas não consegue descobrir a quem pertence. Depois de ter uma breve discussão com Alfred, Bruce sai e encontra-se com Philip, que contra a vontade de Bruce, prepara-lhe uma festa surpresa de boas vindas. Depois que Bruce consegue escapar da mídia e todos os holofotes, ele acaba tendo um inesperado encontro com Nygma. Após fugir das charadas do vilão, ele vai para sua casa, onde é atacado pela Gangue do Capuz Vermelho. A gangue bate em Bruce, e o líder diz a ele que a morte dos Waynes mudou sua vida para sempre. Após ser deixado à beira da morte, Bruce consegue chegar a Mansão Wayne, onde Alfred Pennyworth trata dos seus ferimentos. Usando a esfera preta, Bruce descobre a caverna de morcegos que ele caiu quando era criança. Bruce descobre seu destino e a esfera cai e quebra.

### "Cidade Sombria"
O segundo arco foi intitulado "Cidade Sombria (Dark City)", e foi sobre os primeiros meses de Bruce como Batman. Começa com Bruce, como Batman, impedindo outro assalto do Capuz Vermelho, e então começa a estudar o verdadeiro plano do Capuz Vermelho Um. Bruce revela para a mídia que a gangue do Capuz Vermelho está compondo dentro da ACE Química (Ace Chemicals) um veneno radioativo devorador de carne que eles planejam explodir em vários locais de Gotham, então a gangue tenta matá-lo. Bruce vai para a ACE Química como Batman, e começa a lutar com a gangue. Philip, que foi marcado e forçado a entrar para a gangue, tenta acertar um tiro em Capuz Vermelho Um, mas erra. Capuz Vermelho Um atira e mata Philip. O sargento Jim Gordon consegue entrar na ACE Química com policiais da SWAT na intenção de prender Batman e o Capuz Vermelho Um, mas o prédio pega fogo. Capuz Vermelho Um tenta fugir em um helicóptero, mas Batman impede-o, puxando ele de volta para o prédio. Batman tenta capturar Capuz Vermelho Um, mas o criminoso mascarado salta em um tonel de produtos químicos. Bruce e Alfred estudam dados sobre a gangue, quando Edward Nygma, o Charada, desliga toda a energia da cidade e desafia Batman a ligá-la novamente. Com a cidade na completa escuridão e vendo se aproximar a brutal tempestade René, a polícia encontra um corpo anormal com ossos torcidos e crescidos de dentro pra fora da pele. Batman descobre que um cientista que trabalhava com Lucius Fox tinha criado um programa que tinha efeitos semelhantes. Bruce vai visitar Fox, mas Fox injeta em Bruce uma toxina que o faz desmaiar, enquanto diz que o programa também era seu, e que o Doutor Morte está chegando e ninguém vai conseguir detê-lo. Bruce acorda e ver Fox sendo atacado pelo Dr. Morte. Bruce e Fox enfrentam o Dr. Morte, que parece cada vez mais poderoso (e deformado), a dupla escapa a ajuda de Gordon e Fox explica que que a substância que ele injetou em Bruce era um antídoto experimental contra a vacina do Dr. Morte. Após a luta com o Dr. Morte, Bruce desmaia e acaba hospitalizado. No hospital, novas revelações são feitas sobre o passado de Bruce e de Gordon, ao que acaba gerando um desentendimento na dupla, e Bruce afirma que não confia nele. Enquanto Gotham continua mergulhada no caos causado pelo Charada, Bruce como Batman sai a procura da próxima vítima do Dr. Morte, mas chega tarde demais, o Doutor Morte já havia inoculado sua vacina em Deeds e Brooker. A polícia encontra Batman na cena do crime e abre fogo, acreditando equivocadamente que ele é o assassino. Embora ferido, Batman consegue escapar, com a inusitada ajuda de James Gordon. Gordon faz revelações sobre seu passado a Batman, e este une forças ao policial e começam uma parceria. Na Batcaverna, Batman consegue localizar Helfern, o Doutor Morte, e descobre que ele está preparando um mecanismo apocalíptico. Em seguida, Batman vai para as Catacumbas de Gotham, uma atração turística, e descobre que o Dr. Morte está sendo manipulado por Nygma, que é a verdadeira mente por trás de toda a operação. Dr. Morte e o Charada então inundam as catacumbas. Batman chega com seu dirigível para usar o bloqueador para o dispositivo do Charada. Quando o dirigível explode, Batman salta para outro dirigível, onde começa uma luta com o Doutor Morte. Gordon chega na Torre das Indústrias Wayne e encontra o Charada, mas é pego em uma de suas armadilhas. Doutor Morte e Batman tem uma breve luta, o vilão inutiliza o dispositivo bloqueador, e Batman então consegue subjugar o Dr. Morte e destruir o interior do dirigível; Dr. Morte acaba morto na explosão. A polícia enfim consegue religar a energia dando ao Charada o controle da cidade, o vilão então explode os diques para inundar toda a cidade. Batman então destrói o dirigível, mas não consegue impedir a inundação da cidade. Gotham fica numa situação complicada, sem comunicação com o mundo exterior e a população fica sem escolha a não ser dançar conforme a música.

### "Cidade Selvagem"
O terceiro e último arco foi intitulado "Cidade Selvagem (Savage City)", e foi sobre os esforços de Bruce para salvar sua cidade do controle do Charada. Ele começa com Bruce Wayne despertando na residência do Duke. O jovem rapaz cuja vida ele tinha salvo informa-o que o Charada tomou controle de Gotham. Alfred pede a Bruce que retorne a Mansão Wayne através do túnel de fuga soba a casa no Beco do Crime, o local do assassinato de seus pais e seu antigo quartel-general, pois é uma das únicas maneiras de sair de Gotham agora. Enquanto isso, os militares enviam soldados de forças especiais para Gotham para ajudar Gordon a restaurar a paz. O Charada, dia após dia, aparece no telão para dizer ao povo de Gotham que tudo o que ele quer é um adversário digno. O Charada vê Gordon e os soldados no telhado, então envia drones para detê-los. O Charada tenta destruir o edifício, mas Batman o impede. Batman, Gordon, Fox e os soldados planejam uma maneira de deter o Charada. No dia seguinte, o Charada aparece no telão novamente para dizer que vai dedicar este "Ano Zero" para o povo de Gotham. Batman em um novo traje chega em uma motocicleta e propões um desafio ao Charada a fim de ganhar tempo para Fox poder descobrir a localização do vilão. O Charada joga o Batman em uma covil de leões. Batman luta e doma os leões, dando a Fox o tempo necessário para encontrar o esconderijo do Charada. Batman, Gordon e Fox tentam encontrar o Charada, mas caem em uma armadilha. Fox sai ferido, mas Batman chega para salvá-lo. Os soldados usando seus rastreadores chamam um ataque aéreo para Gotham, enquanto Batman enfim encontra o Charada e novamente o herói cai em uma armadilha do vilão, dando início assim ao jogo final entre os dois. Charada desafia Batman a resolver doze de seus enigmas que permitirão dar um passo mais perto dele a cada resposta correta. Gordon e Fox encontrar uma maneira de parar os jatos que vem destruir Gotham. Batman consegue enfim pegar o Charada, parando o seu jogo. Gordon cria um Bat-sinal e tem êxito em parar os jatos. O Charada revela que para salvar Gotham, Batman deve ligar a cidade a um novo coração que isso faria renascer tudo; e que ele deve se prender a um eletrodo e receber um choque. Batman consegue reiniciar Gotham arriscando a própria vida. Um mês depois, Gotham está de volta ao normal, enquanto que o Charada é preso no Asilo Arkham.

## Publicação
| EUA - DC COMICS | EUA - DC COMICS              |                             | BRASIL - PANINI COMICS              | BRASIL - PANINI COMICS       | BRASIL - PANINI COMICS |
| PUBLICAÇÃO      | TÍTULO ORIGINAL              | PUBLICAÇÃO                  | TÍTULO NO BRASIL                    | HISTÓRIAS ORIGINAIS          |                        |
| AGO 2013        | Batman #21                   | MAR 2014                    | BATMAN (2ª SÉRIE) Nº 21             | Batman #21                   |                        |
| SET 2013        | Batman #22                   | ABR 2014                    | BATMAN (2ª SÉRIE) Nº 22             | Batman #22                   |                        |
| SET 2013        | Batman Annual #2             | MAI 2014                    | BATMAN (2ª SÉRIE) Nº 23             | Batman #23                   |                        |
| OUT 2013        | Batman #23                   | JUN 2014                    | ARQUEIRO VERDE (1ª SÉRIE) Nº 10     | Green Arrow #25              |                        |
| DEZ 2013        | Batman #24                   | JUN 2014                    | ARQUEIRO VERDE (1ª SÉRIE) Nº 10     | Birds of Prey #25            |                        |
| JAN 2014        | Batman #25                   | AGO 2014                    | BATMAN (2ª SÉRIE) Nº 25             | Batman #24                   |                        |
| JAN 2014        | Action Comics #25            | AGO 2014                    | BATMAN (2ª SÉRIE) Nº 25             | Batman Annual #2             |                        |
| JAN 2014        | Batgirl #25                  | SET 2014                    | BATMAN (2ª SÉRIE) Nº 26             | Batman #25                   |                        |
| JAN 2014        | Batwoman #25                 | SET 2014                    | BATMAN (2ª SÉRIE) Nº 26             | Detective Comics #25         |                        |
| JAN 2014        | Batwing #25                  | SET 2014                    | A SOMBRA DO BATMAN (2ª SÉRIE) Nº 26 | Catwoman #25                 |                        |
| JAN 2014        | Birds of Prey #25            | SET 2014                    | A SOMBRA DO BATMAN (2ª SÉRIE) Nº 26 | Batwoman #25                 |                        |
| JAN 2014        | Catwoman #25                 | OUT 2014                    | BATMAN (2ª SÉRIE) Nº 27             | Batman #26                   |                        |
| JAN 2014        | Detective Comics #25         | OUT 2014                    | A SOMBRA DO BATMAN (2ª SÉRIE) Nº 27 | Batgirl #25                  |                        |
| JAN 2014        | Green Arrow #25              | OUT 2014                    | A SOMBRA DO BATMAN (2ª SÉRIE) Nº 27 | Nightwing #25                |                        |
| JAN 2014        | Green Lantern Corps #25      | OUT 2014                    | LANTERNA VERDE 27                   | Green Lantern Corps #25      |                        |
| JAN 2014        | Nightwing #25                | OUT 2014                    | UNIVERSO DC (3ª SÉRIE) Nº 27        | The Flash #25                |                        |
| JAN 2014        | Red Hood and the Outlaws #25 | NOV 2014                    | BATMAN (2ª SÉRIE) Nº 28             | Batman #27                   |                        |
| JAN 2014        | The Flash #25                | NOV 2014                    | A SOMBRA DO BATMAN (2ª SÉRIE) Nº 28 | Red Hood and the Outlaws #25 |                        |
| FEV 2014        | Batman #26                   | DEZ 2014                    | BATMAN (2ª SÉRIE) Nº 29             | Batman #29                   |                        |
| MAR 2014        | Batman #27                   | FEV 2015                    | BATMAN (2ª SÉRIE) Nº 31             | Batman #30                   |                        |
| MAI 2014        | Batman #29                   | FEV 2015                    | SUPERMAN (2ª SÉRIE) 31              | Action Comics #25            |                        |
| JUN 2014        | Batman #30                   | MAR 2015                    | BATMAN (2ª SÉRIE) Nº 32             | Batman #31                   |                        |
| JUL 2014        | Batman #31                   | ABR 2015                    | BATMAN (2ª SÉRIE) Nº 33             | Batman #32                   |                        |
| AGO 2014        | Batman #32                   | MAI 2015                    | BATMAN (2ª SÉRIE) Nº 34             | Batman #33                   |                        |
| SET 2014        | Batman #33                   | NÃO FOI PUBLICADO NO BRASIL | NÃO FOI PUBLICADO NO BRASIL         | Batwing #25                  |                        |